# Stephan Hein
Stephan Hein, latinisiert auch Stephanus Heinius (* 24. Juni 1590 in Rostock; † 2. Juni 1643 ebenda) war ein deutscher lutherischer Theologe und Philologe.

## Leben
Stephan Hein war ein Sohn des Rostocker Professors, mecklenburgischen Rates, Syndicus und Bürgermeisters Friedrich Hein (1533–1604) und dessen Frau Anna, der Tochter des Ratsherrn in Rostock Albrecht Dobbin. Er studierte ab 1604 Theologie an den Universitäten in Rostock, in Gießen und erneut in Rostock. Es folgten Semester an der Universität in Basel bei Johann Buxtorf. Nach 1620 wurde er herzoglicher Professor der hebräischen Sprache an der Universität Rostock. 1624 war er Dekan der Philosophischen Fakultät. 1643 war er Rektor der Universität Rostock und Senior der Philosophischen Fakultät.
Stephan Hein war verheiratet mit Margarethe Forstenow, der Tochter des Rostocker Ratsverwandten Conrad Forstenow.